# Каманья-Монферрато
Каманья-Монферрато (італ. Camagna Monferrato, п'єм. Camagna) — муніципалітет в Італії, у регіоні П'ємонт, провінція Алессандрія.
Каманья-Монферрато розташована на відстані близько 480 км на північний захід від Рима, 60 км на схід від Турина, 19 км на північний захід від Алессандрії.
Населення — 534 особи (2014).
Щорічний фестиваль відбувається 1 серпня. Покровитель — Sant'Eusebio.

## Демографія
Населення за роками:

Станом на 1 січня 2023 року в муніципалітеті офіційно проживало 25 іноземців з 14 країн, серед них 5 громадян країн Євросоюзу та 2 громадяни України.

## Сусідні муніципалітети
- Казале-Монферрато
- Концано
- Куккаро-Монферрато
- Фрассінелло-Монферрато
- Лу
- Розіньяно-Монферрато
- Віньяле-Монферрато